# Luftfugtighed
Luftfugtighed er et mål for, hvor meget vanddamp luften indeholder. Luftfugtigheden måles enten som absolut luftfugtighed eller relativ luftfugtighed. Den kan også angives som vanddampens partialtryk.

## Absolut luftfugtighed
Den absolutte luftfugtighed angiver massen af vanddamp i en given mængde luft. Den måles typisk i g/m³ (gram pr. kubikmeter).

## Relativ luftfugtighed
Den relative luftfugtighed er forholdet mellem den aktuelle mængde vanddamp og den maksimale mængde vanddamp, som opnås ved kondensering, hvilket afhænger af temperatur og tryk. Relativ luftfugtighed udtrykkes normalt i procent med værdier fra 0% til 100%.
Mængden af vanddamp, som der skal til før der sker en kondensering, stiger ved stigende temperatur. Derfor vil en luftmasses relative fugtighed falde, hvis luften opvarmes, og tilsvarende stige, hvis luften nedkøles. Ved fortsat nedkøling vil den relative luftfugtighed på et tidspunkt nå 100 %, og vanddampen vil begynde at kondensere. Den sker normalt dagligt, når duggen falder om aftenen. Den temperatur, som man skal nedkøle en given luftmasse til, for at det sker, kaldes luftmassens dugpunkt. 
Relativ luftfugtighed måles med et hygrometer.